# Microcotyle pomatomi
Microcotyle pomatomi (Goto, 1899) è un platelminta monogeneo appartenente alla famiglia Microcotylidae.

## Distribuzione e habitat
La distribuzione non è completamente nota ma probabilmente si tratta di una specie cosmopolita. Risulta segnalata nel mar Mediterraneo.

## Biologia
M. pomatomi è stata descritta come parassita delle branchie del pesce serra ma è stato segnalato anche su specie della famiglia Sciaenidae.

## Tassonomia
Tortonese riporta per P. saltatrix la specie Microcotyle paradoxus, probabilmente si tratta della specie in oggetto.